# 吴新福
吴新福（1963年—），中华人民共和国政治人物，山东曹县人。1985年7月参加工作，此后一直在徐州市履职，1991年5月加入中国共产党。现任徐州市政协副主席兼党组副书记。2021年1月晋升为徐州市一级巡视员。